# 马洛市镇
马洛市镇（瑞典語：Malå kommun）是瑞典北部西博滕省的一个市镇。其治所位于马洛。